# Stazione di Via Viuli-Palazzo di Giustizia
La stazione di Via Viuli-Palazzo di Giustizia è stata una stazione della ferrovia Circumvesuviana, sita nel comune di Torre del Greco e dismessa nel 2021.
Si trovava sulla ferrovia Napoli-Pompei-Poggiomarino.

## Storia
La fermata fu attivata nel 1948, in conseguenza dei lavori di raddoppio della linea per Napoli, presumibilmente sul luogo di un preesistente passaggio a livello.
Al nome originario della stazione fu aggiunta la denominazione "Palazzo di Giustizia" poiché, a poca distanza dalla fermata, sorge il Palazzo di Giustizia di Torre Annunziata.
Il 6 settembre 2021, in concomitanza con l'entrata in vigore del nuovo orario ferroviario, la stazione è stata chiusa a tempo indeterminato, così come la fermata di Via Monaci.

## Strutture e impianti
I binari  ranodue, passanti, e l'accesso alle banchine èera onsentito mediante due rampe di scale collegate direttamente alla strada sottostante.

## Movimento
Data la lontananza da importanti centri abitati, la stazione era una delle meno frequentate dell'intera rete Circumvesuviana.
Nella stazione fermavano tutti gli accelerati, mentre non effettuavano fermata i diretti, se non sporadicamente, e i direttissimi. Le principali destinazioni raggiungibili erano Napoli, Poggiomarino e Torre Annunziata.